# フロリアン・トヴァン
フロリアン・トヴァン（Florian Thauvin, 1993年1月26日 - ）は、フランス・オルレアン出身のサッカー選手。元フランス代表。RCランス所属。ポジションはFW。

## クラブ経歴

### ユース時代
オルレアン郊外のクラブでキャリアをスタートさせ、2008年、15歳の時にリーグ・アンに昇格したばかりのグルノーブル・フット38に加入する。当初は怪我に苦しむもののU-17、U-19、リザーブチームで徐々に頭角を現した。

### グルノーブル
2010年、リーグ・ドゥのグルノーブル・フット38でプロデビューを果たす。このシーズンには3試合に出場するもののクラブの財政的な問題で契約を解除した。

### バスティア
2012年、リーグ・ドゥから昇格したばかりのSCバスティアに3年契約で移籍。加入当初はフレデリク・ネー率いるリザーブチームに出場するが、シーズン終盤にはフレデリック・アンツ率いるトップチームで徐々に出場数を増やし、最終的にはリーグ戦に13試合出場。またこの2012-13シーズンにクラブは2季連続で昇格を果たしリーグ・アンへの切符を手にする。
2013年、リーグ・アンの第10節・FCジロンダン・ボルドー戦で2得点を決める。更には2013年3月16日のオリンピック・リヨン戦でも2得点を決め4-1での勝利に貢献。2013年1月29日、リールへ350万ユーロでの移籍が決定し6月まではレンタルの形でバスティアに残留。このシーズンの活躍でUNFPが選ぶ年間最優秀若手選手をマルコ・ヴェッラッティ、リュカ・ディニュ、レミ・カベッラを差し押さえて受賞した。

### マルセイユ
2013-14シーズンよりリールに所属する予定だったものの、リールがヨーロッパでのカップ戦出場権を逃したこと、自身を獲得した監督のリュディ・ガルシアが退団したこと、更に給与の低さなどが重なり、移籍市場最終日の9月2日にオリンピック・マルセイユへ移籍した。

### ニューカッスル
2015年8月19日、ニューカッスル・ユナイテッドに移籍した。

### マルセイユ復帰
2016年1月31日、シーズン終了までマルセイユにレンタル移籍した。シーズン終了後、ニューカッスルに復帰したが、2016年8月4日、再びマルセイユにレンタルで移籍した。買取義務が付随したレンタルとなる。
在籍中には公式戦通算281試合出場、86ゴール61アシストの記録を残した。

### ティグレス
2021年5月7日、マルセイユを契約満了となるシーズン終了後退団し、メキシコのリーガMX・UANLティグレスに加入することが発表された。

### ウディネーゼ
2023年1月31日、ティグレスと契約を解除、ウディネーゼ・カルチョに2年半の契約で加入した。

### RCランス
2025年8月8日、RCランスに3年契約で加入した。

## 代表経歴
フランス代表としてU-18、U-19、U-20でプレー。2013年トルコで行われたFIFA U-20ワールドカップの優勝に大きく貢献した。A代表ではワールドカップロシア大会のメンバーに選出され、優勝メンバーとなった。

## エピソード
- 2016年11月14日の夜、路上にて2人の男から暴行を受け、2万2000ポンド(約300万円)相当の腕時計を盗まれた[7]。
- 酒井宏樹の盟友[8]。酒井のマルセイユ入団当初から積極的にコミュニケーションを図ってくれたのがトヴァンだった[8]。2021年の同時期に共にマルセイユを退団したが、その後酒井とトヴァンは東京五輪でそれぞれのU-24代表のオーバーエイジとして選出されグループステージ第3節で対戦、試合後にはユニフォームを交換した[8][9]。

## 代表歴

### 出場大会
- U-20フランス代表
  - 2013年 - FIFA U-20ワールドカップ（優勝）
- フランス代表
  - 2018年 - FIFAワールドカップ（優勝）
  - 2018年 - UEFAネーションズリーグ2018-19
- U-24フランス代表（オーバーエイジ枠）
  - 2021年 - 2020年東京オリンピック（グループリーグ敗退）

### 試合数
- 国際Aマッチ 10試合 1得点（2017年-2019年）[10]

| フランス代表 | 国際Aマッチ | 国際Aマッチ |
| 年           | 出場        | 得点        |
| ------------ | ----------- | ----------- |
| 2017         | 2           | 0           |
| 2018         | 5           | 0           |
| 2019         | 3           | 1           |
| 通算         | 10          | 1           |

## タイトル

### 代表
- FIFA U-20ワールドカップ（2013年）
- FIFAワールドカップ（2018年）